# Distretto di Jacobo Hunter
Il distretto di Jacobo Hunter è un distretto del Perù nella provincia di Arequipa (regione di Arequipa) con 46.092 abitanti al censimento 2007 tutti residenti nella località omonima
È stato istituito il 2 giugno 1990.